# Ageneiosus uranophthalmus
Ageneiosus uranophthalmus es una especie del género de peces de agua dulce Ageneiosus, de la familia Auchenipteridae y del orden de los Siluriformes. Se distribuye en cursos fluviales del norte de Sudamérica, siendo endémica del centro de la Amazonia brasileña.

## Taxonomía
Esta especie fue descrita originalmente en el año 2010 por los ictiólogos Frank Raynner Vasconcelos Ribeiro y Lúcia Helena Rapp Py-Daniel.